# Servon (Manche)
Servon település Franciaországban, Manche megyében. Lakosainak száma 257 fő (2022. január 1.). Servon Courtils, Céaux, Crollon, Huisnes-sur-Mer, Précey, Tanis, Saint-James és Pontorson községekkel határos.

## Népesség
A település népessége az elmúlt években az alábbi módon változott:
| Lakosok száma | 371  | 242  | 202  | 273  | 264  | 274  | 278  | 271  | 268  | 257  |
|               | 1968 | 1982 | 1990 | 2006 | 2013 | 2015 | 2017 | 2019 | 2020 | 2022 |